# 5'側翼區

真核生物的基因結構。5'側翼區是在圖上DNA股左側的黃色的區域。因為他不會被轉录，因此不會出現在RNA與蛋白質形式。

5'側翼區是一個靠近5'尾端的DNA區域。5'側翼區承載啟動子，也可能承載強化子，或是其他的蛋白質結合位點。這區域的DNA不會轉譯成RNA。不要與5′非轉譯區搞混，這區域既不會被轉譯成RNA，也不會被翻譯成有功能的蛋白質。這些區域最主要的功能是調控蛋白質的轉譯。5'側翼區在原核生物與真核生物中是不同的。